# Mårten Fries
Mårten Fries, född 1695, död 1748, var en svensk häradshövding.

## Biografi
Mårten Fries föddes 1695. Han var son till Mårten Fries och Elsa Schonfeldt. Fries blev 3 november 1721 häradshövding i Gotlands norra domsaga. Han avled 1748.